# La Gilbertona
Gilberto Salomón Vázquez (Guamúchil, 11 de enero de 1936 - Culiacán, 14 de marzo de 2024), más conocida como "La Gilbertona", fue una celebridad de internet mexicana conocida por su personalidad extrovertida en las redes sociales.

## Biografía
Nació en Guamúchil, el 11 de enero de 1936. Fue bautizada con el nombre de Gilberto Salomón Vázquez. En 1948, se fue a vivir con su abuela a la ciudad de Culiacán con quien pasó su niñez y adolescencia, luego, durante su juventud, se trasladó al norte de México, donde se vinculó a la prostitución, trabajando en varios burdeles en ciudades como Guaymas, Hermosillo, Nogales, Tijuana,  Tecate, Ensenada, San Luis Rio Colorado, Caborca, Mexicali, entre otras. Más tarde, se mudó a Brawley, Estados Unidos. En 1988, regresó a México tras el fallecimiento de su padre y se estableció en la ciudad de Culiacán.
En la década de 1980, mientras "La Gilbertona" vivía en la ciudad fronteriza de Mexicali, entabló una relación sentimental con un hombre del que no proporcionó detalles. Este individuo la convenció para abandonar la prostitución, y se mudaron al estado de California, en Estados Unidos, donde vivieron durante año y medio, luego viajó a Culiacán para hacerse cargo de su hermano enfermo, "Wicho". Durante la mayor parte del tiempo vivió en una casa en la popular colonia Tierra Blanca junto a su madre y su hermano, quien falleció en 2019.
En Culiacán, trabajó 14 años en una casa de familia como empleada de servicio doméstico, en la clínica San José realizando la limpieza del lugar, entre otras labores que le ayudaron a subsistir. 

### Fama
En 2014, "La Gilbertona" entabló amistad con Pavel Moreno Serrano quien fue su representante legal y dio a conocer en las redes sociales, se hizo cargo de ella. Alcanzó la fama, cuando un video de ella cantando «Te Vas Ángel Mío» de Cornelio Reyna se volvió viral en Facebook.
"La Gilbertona" fue conocida por utilizar un lenguaje sin tapujos en sus videos y presentaciones públicas. Solía expresarse de manera franca y coloquial, empleando un vocabulario crudo y popular. Su estilo comunicativo era caracterizado por su falta de filtro, lo que le permitía conectar fácilmente con su audiencia, especialmente con aquellos que se identificaban con sus experiencias y vivencias. La manera en que se expresaba reflejaba su personalidad extrovertida y segura de sí misma, lo que contribuyó a su popularidad en las redes sociales.

### Fallecimiento
Murió a los 88 años, a causa de neumonía complicada por una serie de dolencias que venían afectando su salud, el jueves 14 de marzo de 2024 en su último domicilio ubicado en Calle Mariano Romero 138, de la colonia Chapultepec de Culiacán.

## Logros
A pesar de los constantes desafíos que enfrentó debido a su identidad de género, nunca trató de ocultar su pasado. De hecho, se sentía orgullosa y solía compartir abiertamente detalles de su vida en sus videos.
Conocida por su lenguaje directo y sin tapujos, "La Gilbertona" se convirtió en un ícono y un referente para la comunidad LGBT. A través de su presencia en las redes sociales y su activismo, "La Gilbertona" ayudó a visibilizar a las personas transgénero y a sus desafíos en la sociedad. Su forma de hablar abiertamente sobre su identidad de género contribuyó a generar conciencia y comprensión sobre la diversidad de género.